# René Bedel
Pour les articles homonymes, voir Bedel.
René Bedel (1886-1912) est un aviateur français, vainqueur de la coupe Pommery en 1911.